# Nannophlebia mudginberri
Nannophlebia mudginberri – gatunek ważki z rodziny ważkowatych (Libellulidae).